# Dirty Mind (Album)
Dirty Mind (englisch für Schmutzige Fantasie) ist das dritte Studioalbum des US-amerikanischen Musikers Prince, wobei er alle Songs arrangierte, komponierte und produzierte. Es erschien am 8. Oktober 1980 bei dem Label Warner Bros. Records. Musikalisch erweiterte Prince sein Spektrum und kombinierte Songs aus den Genres Contemporary R&B, Funk, New Wave, Pop und Rock, was er zuvor nicht getan hatte. Die Liedtexte können als obszön bezeichnet werden; sie handeln beispielsweise von Inzest, Oralsex und Wollust.
Musikkritiker bewerteten das Album zum Teil hervorragend und das US-Musikmagazin Rolling Stone wählte Dirty Mind im Jahr 2020 auf Platz 326 der 500 besten Alben aller Zeiten. Kommerziell erfolgreich war das Album aber anfangs nicht und konnte erst im Jahr 1984 Goldstatus in den USA erzielen.
Die Tournee zu Dirty Mind war die erste, bei der Prince als Headliner spielte. Ferner war er das erste Mal in Europa auf Tournee, doch aus kommerzieller Sicht war die Dirty-Mind-Tour nicht erfolgreich.

## Entstehung
Im April 1980 nahm Prince mit When You Were Mine den ersten Song für Dirty Mind auf. In dieser Zeit war er mit Rick James bei dessen Fire-It-Up-Tour als Vorgruppe in den USA auf Tournee unterwegs. Prince schrieb das Stück in einem Hotelzimmer, während er dabei Musik von John Lennon hörte. Von September 1979 bis Ende 1980 hatte Prince in der Nähe vom Lake Minnetonka in Orono in Minnesota ein Haus gemietet, in dem er im Keller ein 16-Mehrspurrekorder-Tonstudio mit Namen North Arm Drive Home Studio installierten ließ. Dort nahm Prince im Mai und Juni 1980 alle weiteren Songs von Dirty Mind auf.
Gemäß Gitarrist Dez Dickerson basiert der Song Uptown auf einer Bassline, die von André Cymone, Prince’ früherer Schulfreund und damaliges Bandmitglied, entworfen wurde. Cymone habe bei Rehearsals diese Bassline gespielt, die Prince dann verwendete, was er in den Liner Notes von Dirty Mind aber nicht erwähnte. Das Stück Partyup basiert auf einem von Morris Day (* 13. Dezember 1957) kreierten Groove. Prince gefiel dieser Groove, schrieb einen Liedtext dazu und nahm ihn als Partyup auf. Als Gegenleistung für die Verwendung des Grooves bot er Day entweder 10.000 US-Dollar (damals ungefähr 22.600 DM) oder Hilfe bei der Suche nach einem Plattenvertrag an. Day lehnte das Geld ab und Prince machte ihn Anfang 1981 zum Leadsänger der von ihm gegründeten Band The Time.
Als Prince seinem damaligen Management den Rohentwurf von Dirty Mind als neues Album präsentierte, das er in dieser Form veröffentlichen wollte, teilte ihm sein Management mit, er müsse die Songs noch einmal nach-produzieren; erst danach dürfe er das Album der Schallplattenfirma Warner Bros. Records vorstellen. Das erneute Mixing der Songs führte Prince im Juni 1980 im Tonstudio Hollywood Sound Recorders in Los Angeles in Kalifornien durch. In dieser Zeit überarbeitete er auch das zuvor aufgenommene Stück Gotta Stop (Messin’ About), das er auf dem Album aber nicht platzierte und im Mai 1981 als Non-Album-Track als Single herausgebracht wurde.
Prince stellte Warner Bros. Records schließlich Dirty Mind vor, worauf Warner empört reagierte; aufgrund der anzüglichen Liedtexte und der kargen Musikproduktion regte sich bei der Schallplattenfirma Widerspruch. Marylou Badeaux, damals Vizepräsidentin bei Warner Bros. Records, sagte über Prince: „Er brachte die ganze Plattenfirma durcheinander. Die Promotionmanager riefen mich völlig verzweifelt an: ‘Sowas kann ich doch nicht den Radiosendern vorstellen! Spinnt der?’“
Bob Cavallo (* 1939) und Steve Fargnoli (* 1949; † 2001), damalige Manager von Prince, gelang es aber, Warner Bros. Records davon zu überzeugen, Dirty Mind in der von Prince geplanten Form zu veröffentlichen.

## Gestaltung des Covers
Das Cover besteht aus einem Schwarzweißfoto, worauf Prince’ Oberkörper zu sehen ist. Er hat aber nur einen schwarzen Slip mit offenen Trenchcoat an, sodass sein nackter Bauch zu sehen ist. Auf dem Trenchcoat prangt ein Anstecker mit der Aufschrift „Rude Boy“, um den Hals trägt er ein Halstuch. Im Hintergrund sind Sprungfedern eines Bettgestells zu sehen. Der Name „Prince“ steht am oberen Rand des Albumcovers und die Buchstaben seines Namens wirken dekorativ umrandet, als wären diese mit einer Spezialschere ausgeschnitten worden.
Der wie Prince aus Minneapolis stammende Albumcover-Fotograf Allen Beaulieu (* 1952) sagte, es sei Prince’ Idee gewesen, das Cover in Schwarzweiß aufzunehmen. Zudem habe ihn Prince dazu aufgefordert, ihn vor Sprungfedern zu fotografieren. Diese als Hintergrund aufzustapeln sei jedoch Beaulieus Idee gewesen. „Er [Prince] wollte ganz und gar auf dieses Image des Unterprivilegierten setzen, das die Leute an andere Leute weitergaben, und nicht auf etwas, das sich durch Werbung zunichtemachen lässt“, sagte Beaulieu.
Die Innenhülle der LP und das Booklet zur CD sind schlicht gehalten; lediglich ein Foto von Prince mit seiner damaligen Begleitband ist zu sehen. Die Liedtexte der einzelnen Songs sind nicht abgedruckt. In den Liner Notes bedankt sich Prince unter anderem bei einer „Joni“, womit er Joni Mitchell meinte, weil sie ihn in seiner Karriere musikalisch inspiriert hatte.

## Musik und Liedtexte
Prince’ Songwriting wirkt ausgereifter und es existieren mehr melodische und harmonische Variationen in den Tracks als zuvor. Die Kombination aus seinem charakteristischen Falsettgesang sowie dem basslastigen Schlagzeug und E-Bass, die in den Vordergrund gemischt sind, ergibt einen markanten Sound. Radiofreundlich sind die Songs allerdings meist nicht.
Abgesehen vom Titelstück und Head, in dem Keyboarder Dr. Fink entsprechende Parts übernahm, spielte er abermals alle Musikinstrumente selbst ein. Ähnlich wie bei seinen ersten beiden Alben ist Dirty Mind sehr von Keyboardspiel geprägt. Bei den meisten Songs setzt Prince aber auch einen Oberheim-Synthesizer ein und spielt oft scharfe, metallisch klingende Linien. Bei anderen Stücken dominiert ein E-Piano, Gitarrenspiel ist in den meisten Songs jedoch nur sparsam zu hören. Prince verknüpft auf Dirty Mind Musikstile aus den Genres Contemporary R&B, Funk, New Wave, Pop und Rock miteinander. Außerdem sind in einigen Songs Einflüsse von Bluesrock und Rock ’n’ Roll zu hören.
Die Liedtexte singt Prince melodisch vertont in ausschließlich seiner Falsettstimme und handeln meist von Sex und Wollust – Liebe und Romantik ist kaum zu finden. Prince veranschaulicht auf Dirty Mind seine Vorstellungen, um ein Bekenntnis zur sexuellen Offenheit und Freiheit von den Zwängen der vermeintlichen Normen der Gesellschaft abzugeben. Einige seiner Ideen über sexuelle Freiheit und gesellschaftliche Toleranz sind im Song Uptown zusammengefasst, den er in einem damaligen Interview als einen Song über „offen für Dinge zu sein, die man nicht versteht“, beschrieb.
1. Dirty Mind
Das Titelstück komponierte Prince aus einem Synthesizer-Lick, den Keyboarder Dr. Fink bei Rehearsals gespielt hatte. „Prince schrieb eine Bridge, machte ein paar Änderungen und das war’s“, sagte Fink über die Aufnahme. Gegen Mitternacht hätten die beiden die Musik geschrieben, anschließend sei er nach Hause gefahren und am nächsten Morgen hatte ihm Prince einen komplett fertig gestellten Song präsentiert. Prince habe Fink mit „Hey, das ist das Titelstück für mein nächstes Album“ begrüßt. Dirty Mind besitzt einen eindringlichen Puls, der aus einem Bassdrum-Beat und einem E-Bass besteht. Eine Synthesizer-Phrase und spärliche Gitarren-Fills legen sich über den tiefen, pochenden Beat. Der Liedtext handelt ausschließlich von Sex; Prince begehrt eine Frau, bei der er immer „versaute Gedanken“ bekommt. Er will sie „nur flachlegen“, was auch in „Daddys Auto“ passieren kann.[10][14][15]
2. When You Were Mine
Das Stück ist aus dem Genre New Wave und besitzt einen hohen Orgelsound, während der Schlagzeugbeat und die Backing Vocals an Popmusik der 1960er Jahre erinnern. Eine markante Keyboard-Hookline beendet jede Strophe und ersetzt einen gesungenen Refrain. Im Liedtext trauert Prince seiner Freundin nach, die ihn verlassen hat, was er zuweilen mit sarkastischen Unterton zum Ausdruck bringt. Zwar ist er sich dessen bewusst, sie hat einen neuen Partner, doch er liebt sie „mehr als ich es jemals tat“.[10][13]
3. Do It All Night
Der Song ist den Genres Funk und Pop zuzuordnen und wird von einem Staccato-artigen E-Piano sowie Prince’ perkussivem, zupfendem Bassspiel dominiert. Im Liedtext trifft Prince eine Frau, die er schon lange sexuell attraktiv findet. Da er aber schüchtern ist und sie zudem von einem anderen Mann begehrt wird, traut er sich nicht, sie anzusprechen. Stattdessen fantasiert er darüber, was er mit der Frau alles machen würde; er will es ihr „richtig besorgen“ und „‚es‘ die ganze Nacht tun“.[13][16][17]
4. Gotta Broken Heart Again
Die Soul-Ballade aus dem Bereich Pop besitzt als Hauptbegleitinstrument das E-Piano. Im Liedtext trauert Prince seiner Freundin nach, die nun mit seinem „einzigen vermeintlichen Freund“ zusammen ist.[10]
5. Uptown
Die Up-tempo-Nummer, die sich um eine synkopische Basslinie herum entwickelt, stammt aus dem Bereich Funk und Pop. In der Realität ist „Uptown“ ein Geschäftsviertel im Südwesten von Minneapolis im US-Bundesstaat Minnesota und gilt als beliebtes Ziel für Geschäfte, Nachtleben und kulturelle Veranstaltungen. Im Liedtext singt Prince, man kann in diesem Viertel seinen „Geist frei machen“. Er trifft in Uptown ein Mädchen, die ihn „Bist du schwul?“ fragt, worauf er antwortet: „Nein, du?“ Er nimmt ihr die Frage aber nicht übel, weil sie „nur ein Opfer der Gesellschaft“ ist. Doch wo er selbst herkommt, lassen „wir uns von der Gesellschaft nicht sagen, wie es sein soll“. Letztendlich haben alle Menschen in Uptown zusammen gefeiert, egal ob „weiß, schwarz, Puerto Ricaner“, und Prince teilt mit, „sie hat sogar mit mir geschlafen“.[13]
6. Head
Der Song ist aus dem Genre Funk und Prince kreierte einen knappen, straffen Groove, indem er einen Synthesizer-Lick mit einem Single-Note-Bass-Part und Schlagzeug verbindet. Der Liedtext kann als sehr anzüglich bezeichnet werden und handelt von Oralsex, der zwischen Prince und einer Braut vollzogen wird, während diese auf dem Weg zum Altar ist. Zwar entgegnet sie ihm: „Ich bin noch Jungfrau und auf dem Weg zu meiner Hochzeit. Aber du bist so ein toller Kerl, voller Energie“, worauf Prince antwortet: „Ich blase dir einen, bis du brennst, bis du genug hast“. Dann gesteht er, „ich bin auf deinem Hochzeitskleid gekommen“. Die von der Frau gesprochenen Sätze stammen von der damals 19-jährigen Lisa Coleman, die zum ersten Mal auf einem Prince-Album mitwirkt. Sie ersetzte Keyboarderin Gayle Chapman (* 1957), die aus religiösen Gründen Prince’ Begleitband verlassen hatte. Chapman konnte die zum Teil sehr anzüglichen Liedtexte nicht mehr mit ihrem Gewissen vereinbaren.[13][15][16][17][18]
7. Sister
Der aggressiv und rau wirkende Rocksong besitzt Einflüsse aus dem Genre Rock ’n’ Roll. Auch dieser Liedtext kann als sehr anzüglich beschrieben werden, denn Prince beschreibt Inzest mit seiner älteren Schwester; „Ich war erst 16, aber das ist wohl keine Entschuldigung“, singt er, und „meine Schwester war 32, hübsch und locker drauf.“ Sie „trägt keine Unterwäsche“ und „hat nie mit jemand anderem als mir geschlafen“, lauten weitere Textpassagen.[14][16][17] Im wahren Leben hatte Prince (* Juni 1958) drei Halbschwestern, die aber im März 1940, September 1941 und im Dezember 1942 geboren wurden – keine war also genau 16 Jahre älter als er, seine einzige leibliche Schwester war hingegen erst 1960 geboren.
8. Partyup
Der letzte Albumsong verbindet Pop- und Funk-Elemente miteinander, zudem wird es von Bluesrock inspiriert. Ähnlich wie in Uptown setzt Prince auf eine synkopische Basslinie. Bass und Schlagzeug werden durch Handclaps und sparsam gespieltes Gitarrenspiel ergänzt, während sich ein zweiter Abschnitt auf ein Staccato-E-Piano konzentriert.[13] Partyup ist das einzige Stück auf dem Album, das nicht von Sex oder Wollust handelt. Stattdessen ist es ein wütender Anti-Kriegs-Song, der von „Menschen handelt, die lieber Spaß haben, als sich gegenseitig zu erschießen“, wie Prince in einem damaligen Interview sagte. Zudem behauptete er, er sei beim Schreiben vom Liedtext von Anti-Draft-Demonstrationen inspiriert worden. Der Song suggeriert die Ablehnung der Werte einer Gesellschaft, die als verdreht oder fehlgeleitet angesehen werden; diese Thematik spricht Prince in Uptown jedoch direkter an.[13]

## Titelliste und Veröffentlichungen
| 1                                                         | Dirty Mind a             | 4:13 |
| 2                                                         | When You Were Mine       | 3:43 |
| 3                                                         | Do It All Night          | 3:42 |
| 4                                                         | Gotta Broken Heart Again | 2:14 |
| 5                                                         | Uptown                   | 5:32 |
| 6                                                         | Head                     | 4:43 |
| 7                                                         | Sister                   | 1:31 |
| 8                                                         | Partyup                  | 4:25 |
| Spieldauer: 30:14 min.                                    |                          |      |
| Autor aller Songs ist Prince a Musik: Prince und Dr. Fink |                          |      |

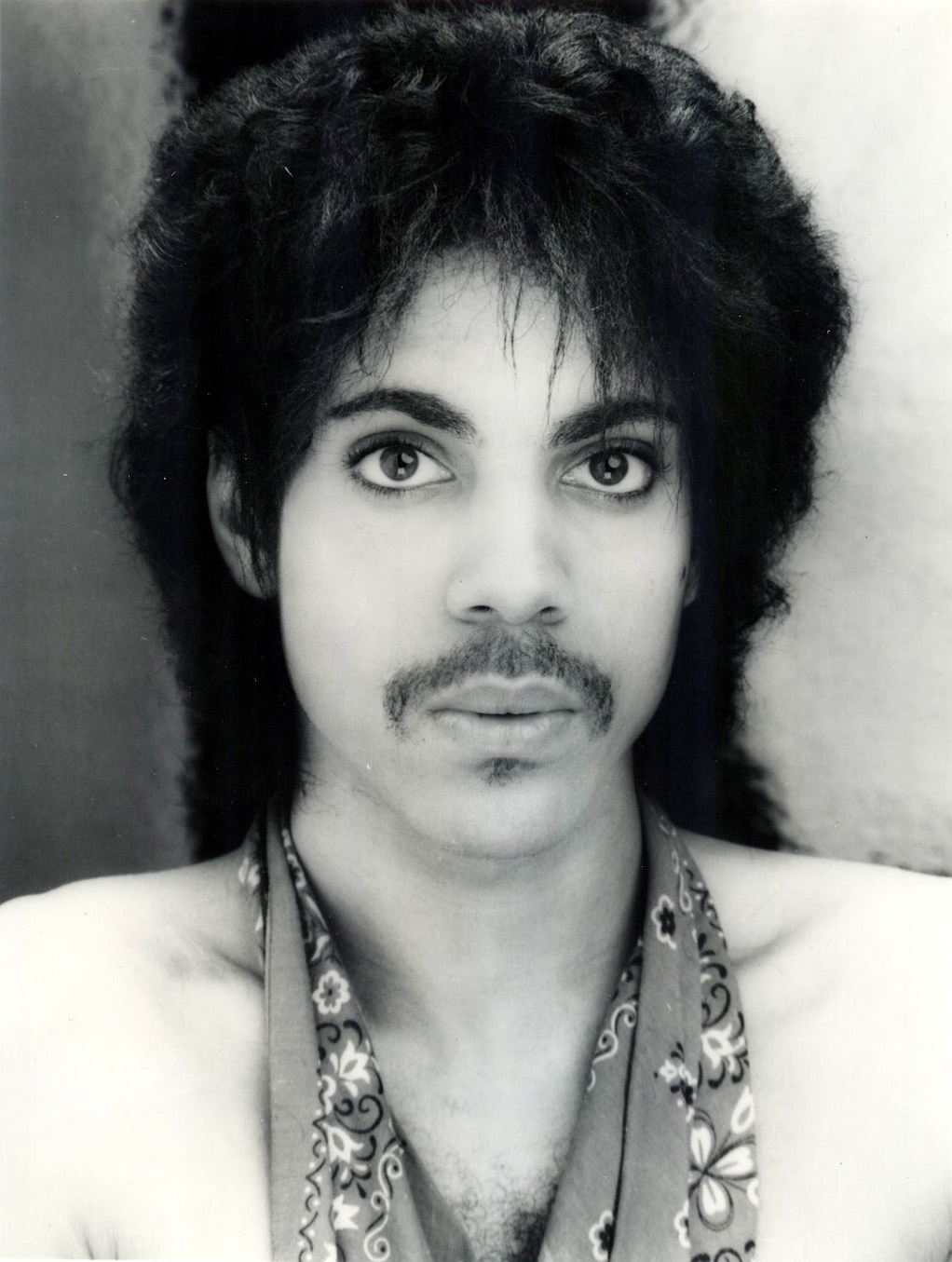
Prince, 1980

Dirty Mind wurde am 8. Oktober 1980 in den USA veröffentlicht. Das Album erschien auf LP und MC, später auch auf CD und als Download.

### Singles

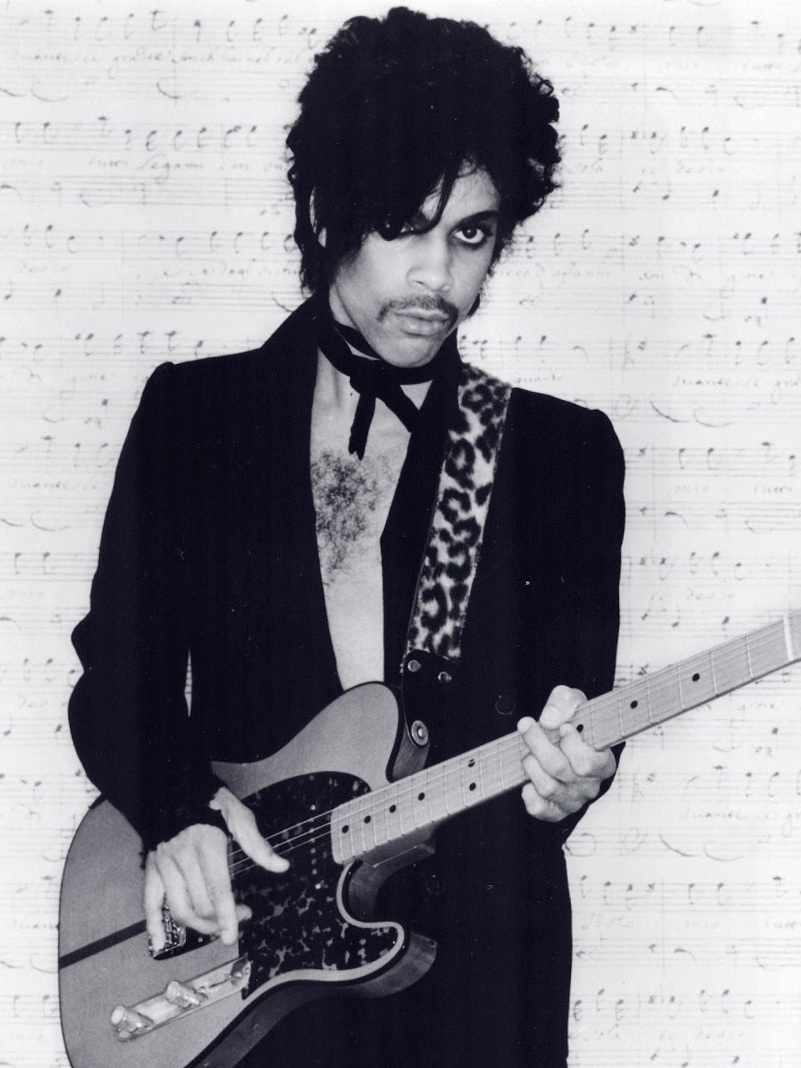
Prince, 1981

Von dem Album wurden vier Singles ausgekoppelt: am 10. September 1980 erschien Uptown in einer Edit-Version, die 4:08 Minuten lang ist. Die B-Seite Crazy You ist auch auf Prince’ Debütalbum For You enthalten. Die Single wurde in Europa allerdings nur in den Niederlanden veröffentlicht. Am 26. November 1980 wurde das Titelstück ausgekoppelt, das auf 3:39 Minuten gekürzt ist, als B-Seite dient When We’re Dancing Close and Slow aus dem Album Prince. Die Single wurde nicht in Europa veröffentlicht.
Ende 1980 wurde Head als dritte Single ausgekoppelt, allerdings nur auf den Philippinen. Auf der B-Seite ist Albumversion von Uptown vorhanden. Das exakte Veröffentlichungsdatum von Head ist nicht mit Quellen zu belegen. Am 6. März 1981 erschien in ausschließlich Großbritannien Do It All Night als vierte Single. Als B-Seite ist Head zu hören. Außerdem erschien Ende 1980 ausschließlich in den USA When You Were Mine als Promo-Maxi-Single. Auf der A-Seite ist der Song in der Albumversion platziert, zudem ist Gotta Broken Heart Again vorhanden. Auf der B-Seite befindet sich die Albumversion von Uptown.
Ferner wurde am 29. Mai 1981 der Non-Album-Track Gotta Stop (Messin’ About) mit der B-Seite Uptown (Edit) als Single in ausschließlich Großbritannien veröffentlicht. Erst im September 1993 wurde Gotta Stop (Messin’ About) auf einem Prince-Album platziert, und zwar auf The Hits/The B-Sides.

### Musikvideos
Es wurden nur zu den Singleauskopplungen Uptown und Dirty Mind Musikvideos produziert. Beide Videos wurden am 24. Oktober 1980 im Producer’s Studio – Stage 9 in Los Angeles in Kalifornien aufgenommen, in dem ungefähr 50 Zuschauer anwesend sind. Prince singt die Songs mit seiner Begleitband und tanzt dazu. Im Video zu Uptown wirkt zum ersten Mal Lisa Coleman in einem Prince-Video mit und Keyboarder Dr. Fink trägt zum ersten Mal ein Arzt-Outfit, bestehend aus einer OP-Haube, einem Mundschutz und einem Stethoskop. Im Video zu Dirty Mind wirkt zum letzten Mal André Cymone in einem Prince-Video mit. Beide Videos können als Low-Budget-Produktion bezeichnet werden.

### Coverversionen
Einige Musiker coverten Songs vom Album, wobei When You Were Mine am häufigsten neu aufgenommen wurde; beispielsweise interpretierten es Bette Bright and the Illuminations (1981), Iain Matthews (1981), Cyndi Lauper (1983), Mitch Ryder (1983), Marc Johnson (1994), The Pillows (1996), Chris Holmes (1997), das von Yo-La-Tengo-Mitglied James McNew gegründete Projekt Dump (1998), Skarhead (2011), David Helbock (2012), Les Plastiscines (2014), Chris Brokaw (2017) und Ninja Sex Party (2019). Außerdem nahm die Schweizer Rockband Züri West mit I ha di gärn gha (1994) eine Version im Schweizerdeutsch auf.
Das Titelstück Dirty Mind coverten Paul Sansome (1994), die US-Indie-Rock-Band Ida (2000), die US-Rockband Drunk Horse (2001), Dump (2001), Bent (2003), Kimberly Evans (2004) sowie die norwegischen Elektro-Band Ost & Kjex (2008). Gotta Broken Heart Again interpretierte 1993 Debra Hurd (* 1958; † 1994), die ab 1991 als Deah Dame Teil vom R&B-Duo Damian Dame war. Head wurde von Blake Baxter (1997), Ice-T (1999), der US-Noise-Band Panicsville (2002) und von ISO 12 (2002) neu aufgenommen. Außerdem sampelte der US-Rapper Candyman Head in seinem Song Nightgown (1990). Das Stück Partyup coverte Spoon (1996). Uptown nahm Crystal Waters (1997) sowie die norwegische Soulband Lester (2008) neu auf. Zudem produzierte der DJ Dub Kult einen Remix im Jahr 2003, der auf der B-Seite vom Remix I Know You Got Soul von Brothomstates zu finden ist. Den Non-Album-Track Gotta Stop (Messin’ About) spielten Self 2005 neu ein.

## Mitwirkende

### Musiker
Alle Songs wurden von Prince arrangiert, komponiert, produziert und vorgetragen. Zudem spielte er alle Musikinstrumente selbst ein, wobei folgende Personen die Aufnahmen ergänzten:
- Dr. Fink – Synthesizer in Dirty Mind, Head
- Lisa Coleman – Gesang in Head

### Technisches Personal
- Prince – Mixing
- Jamie Starr (damaliges Pseudonym von Prince) – Toningenieur
- Allen Beaulieu – Fotografie
- Bernie Grundman – Mastering
- Bob Mockler – Mixing
- Mick Guzauski – Mixing
- Ron Garrett – Mixing-Assistenz
- Persönliches Management von Prince – Bob Cavallo, Joe Ruffalo, Steve Fargnoli

## Tournee
Die Dirty-Mind-Tour begann am 4. Dezember 1980 im Shea’s Performing Arts Center in Buffalo in New York und endete am 6. April 1981 im Saenger Theatre in New Orleans in Louisiana. Die Tournee fand ausschließlich in den USA statt und umfasste 30 Konzerte. Es war die erste Tournee, bei der Prince als Headliner spielte, doch einige Konzerte wurden nur spärlich besucht und die Tournee kann als kommerziell erfolglos bezeichnet werden.
Bei den ersten zwölf Konzerten trat Teena Marie mit Begleitband als Vorgruppe auf und eine ihrer Background-Sängerinnen war damals Jill Jones, mit der Prince bis 1989 immer wieder zusammenarbeitete. Seine Band bestand aus folgenden fünf Mitgliedern:
- André Cymone (* 27. Juni 1958 als André Simon Anderson in Minneapolis, Minnesota)[29] – Backing Vocals, E-Bass
- Bobby Z. (* 9. Januar 1956 als Robert B. Rivkin in St. Louis Park, Metropolregion Minneapolis-Saint Paul) – Schlagzeug
- Dez Dickerson (* 7. August 1955 als Desmond D’andrea Dickerson in Minneapolis, Minnesota) – Backing Vocals, Gitarre
- Dr. Fink (* 8. Februar 1957 als Matthew Robert Fink in St. Louis Park, Metropolregion Minneapolis-Saint Paul) – Backing Vocals, Keyboard
- Lisa Coleman (* 17. August 1960 in Los Angeles, Kalifornien) – Backing Vocals, Keyboard

Bobby Z., Dr. Fink und Lisa Coleman waren von 1983 bis 1986 auch Mitglieder in The Revolution.
Vom 29. Mai bis zum 4. Juni 1981 ging Prince das erste Mal in Europa auf Tournee. Er gab mit seiner Begleitband drei Konzerte, die im Paradiso in Amsterdam, im Lyceum Theatre in London und im Nachtclub Le Palace in Paris stattfanden. Allerdings wurden diese Konzerte nur schwach besucht, da Prince damals in Europa noch nicht sehr bekannt war. Erst im Jahr 1986 kehrte er wieder nach Europa zurück, um dort Livekonzerte zu spielen.

## Rezensionen
Aufgrund der anzüglichen Liedtexte lieferte Warner Bros. Records Dirty Mind an Radiostationen mit folgendem Begleittext aus: „Programmgestalter: Bitte vor einer Rundfunkübertragung anhören.“ Daraufhin bekam das Album nur minimal Airplay, da viele Radiostationen entschieden, die Songs nicht öffentlich zu spielen. Zudem weigerten sich einige Einzelhändler, die LP zu verkaufen, weil sie von dem fast nackten Foto von Prince auf dem Albumcover abgeschreckt waren.
Musikkritiker bewerteten Dirty Mind jedoch zum Teil hervorragend und einige bezeichneten es sogar als Meisterwerk. Die Website AOTY (Album of the Year) errechnete eine Durchschnittsbewertung von 96 %, basierend auf sieben Rezensionen englischsprachiger Medien.
Barry Walters von Pitchfork Media zeigte sich begeistert und gab mit zehn Punkten die Höchstanzahl. Bis auf Do It All Night und Gotta Broken Heart Again ging er auf alle Songs ein und hob diese sowohl musikalisch als auch textlich und gesanglich lobend hervor. Das Album sei eine „der wichtigsten Platten“, die die 1980er Jahre einleiteten. Als Fazit zog Walters, Dirty Mind biete „eine unerbittliche Tanzparty, deren perverse Zweideutigkeiten die Grenzen zwischen Genres, Geschlechtern und so ziemlich allem anderen“ verwischten.
Stephen Thomas Erlewine von AllMusic gab mit fünf Sternen ebenfalls die Höchstanzahl und bezeichnete Dirty Mind als „Meisterwerk“. Das Album sei eine „atemberaubende, kühne Mischung aus Funk, New Wave, R&B und Pop, die von grinsendem, anzüglichem Sex und dem Wunsch zu schockieren angetrieben“ werde. „Vor seiner Veröffentlichung war keine andere Rock– oder Funk-Platte jemals so explizit wie Dirty Mind, mit seinen fröhlichen Geschichten von Oralsex, Dreierbeziehungen und sogar Inzest“, meinte Erlewine. Dirty Mind habe „die Türen für zahllose sexuell explizite Alben“ geöffnet und die Musik sei „ebenso schockierend wie ihre grafische Sprache“; sie verbiege Musikstile und breche „Regeln ohne Rücksicht auf feste Genres“ – Prince probiere „alles aus“, und „das alles innerhalb einer halben Stunde“. Abschließend schrieb Erlewine, Dirty Mind sei ein „atemberaubendes, visionäres Album, dessen Verschmelzung von Synthesizern, Rockrhythmen und Funk den Stil für einen Großteil des urbanen Soul und Funk der frühen“ 1980er Jahre geprägt habe.
Ken Tucker vom US-Musikmagazin Rolling Stone zeigte sich auch begeistert und verteilte mit viereinhalb von fünf Sternen fast die Höchstanzahl. Er schrieb, Dirty Mind sei in seinen besten Momenten „absolut versaut“. „Sein hinterlistiger Witz, der absichtlich so unanständig ausfällt, ist im Grunde ein frühzeitiger, direkter Aufruf zum Widerstand gegen den elitären Puritanismus der Reagan-Ära“. Es sei „eine Popplatte von Rabelaisschem Kaliber. Das ist Obszönität, die von der Kunst reingewaschen“ werde, und „das sozial ausgleichende Element“ sei die Freude.
Musikjournalist Robert Christgau gab auf einer Skala von „A+“ bis „F“ die Note „A“. Auf Dirty Mind kümmere sich Prince „um das Songwriting, verwandelt die Persona, dreht die Gitarre auf, legt die Muskeln in den Gesang, lehnt sich hart an einen rockigen, funkgetränkten Viervierteltakt“ und entwickle Konzepte – „hauptsächlich über Sex.“ So habe sich Prince auf „vollwertige Fickbuchfantasien“ spezialisiert; er „schläft mit seiner Schwester und findet es toll, schläft mit dem Freund seiner Freundin und tut es nicht, stoppt eine Hochzeit, indem er die Braut auf dem Weg in die Kirche“ oral befriedige. Zusammenfassend meinte Christgau: „Mick Jagger sollte seinen Penis einpacken und abhauen.“
David Browne von der Entertainment Weekly gab auf der Skala von „A+“ bis „F“ ebenfalls die Note „A“. Das Album besitze Prince’ „eindringlichste Produktion“ seiner frühen Karriere. Zudem hob Browne die Liedtexte vom Titelstück, Head, Sister und When You Were Mine lobend hervor. Insgesamt gesehen beschrieb er das Album als „ein Meisterwerk der Unzüchtigkeit und des Verlangens“.
In Hinblick auf die anzüglichen Liedtexte kritisierte der Musikjournalist Barry Graves im Berliner Stadtmagazin tip im Jahr 1980: „Prince stellt sich mit einer Misogynie dermaßen unsympathisch dar, dass man in der Übertreibung wohl einen Kommentar vermuten darf. Prince […] bastelt aus schamlosen Andeutungen, grotesken Verzerrungen, Tabutrümmern und feucht flatternden Traumpoemen eine morbide Songwelt zusammen, die sich in unserer eigenen ‚schmutzigen Phantasie‘ visualisieren mag.“

## Kommerzieller Erfolg

### Chartplatzierungen
| ChartsChartplatzierungen       | Höchstplatzierung | Wochen |
| ------------------------------ | ----------------- | ------ |
| Schweiz (IFPI)                 | 79 (1 Wo.)        | 1      |
| Vereinigtes Königreich (OCC)   | 61 (1 Wo.)        | 1      |
| Vereinigte Staaten (Billboard) | 45 (54 Wo.)       | 54     |

Die Höchstplatzierung in der Schweiz und im Vereinigten Königreich erreichte das Album im Mai 2016 nach Prince’ Tod, zuvor war es in den Top 100 nicht vertreten. In Deutschland und in Österreich konnte sich Dirty Mind weder vor noch nach seinem Tod in den Hitparaden platzieren.
| Jahr | Titel           | Höchstplatzierung, Gesamtwochen, AuszeichnungChartplatzierungen (Jahr, Titel, , Platzierungen, Wochen, Auszeichnungen, Anmerkungen) | Höchstplatzierung, Gesamtwochen, AuszeichnungChartplatzierungen (Jahr, Titel, , Platzierungen, Wochen, Auszeichnungen, Anmerkungen) | Höchstplatzierung, Gesamtwochen, AuszeichnungChartplatzierungen (Jahr, Titel, , Platzierungen, Wochen, Auszeichnungen, Anmerkungen) | Höchstplatzierung, Gesamtwochen, AuszeichnungChartplatzierungen (Jahr, Titel, , Platzierungen, Wochen, Auszeichnungen, Anmerkungen) | Höchstplatzierung, Gesamtwochen, AuszeichnungChartplatzierungen (Jahr, Titel, , Platzierungen, Wochen, Auszeichnungen, Anmerkungen) | Anmerkungen                                    |
| Jahr | Titel           | DE | AT | CH | UK | US | Anmerkungen                                    |
| ---- | --------------- | --- | --- | --- | --- | --- | ---------------------------------------------- |
| 1980 | Uptown          | DEn.v.DE | ATn.v.AT | CHn.v.CH | UKn.v.UK | US101 (6 Wo.)US | In Europa nur in den Niederlanden ausgekoppelt |
| 1980 | Dirty Mind      | DEn.v.DE | ATn.v.AT | CHn.v.CH | UKn.v.UK | — | Nicht in Europa ausgekoppelt                   |
| 1980 | Head            | DEn.v.DE | ATn.v.AT | CHn.v.CH | UKn.v.UK | USn.v.US | Nur auf den Philippinen ausgekoppelt           |
| 1981 | Do It All Night | DEn.v.DE | ATn.v.AT | CHn.v.CH | — | USn.v.US | Nur in Großbritannien ausgekoppelt             |

### Auszeichnungen für Musikverkäufe
| Land/Region               | Auszeichnungen für Musikverkäufe (Land/Region, Auszeichnung, Verkäufe) | Verkäufe |
| ------------------------- | ---------------------------------------------------------------------- | -------- |
| Vereinigte Staaten (RIAA) | Gold                                                                   | 500.000  |
| Insgesamt                 | 1× Gold ·                                                              | 500.000  |

Hauptartikel: Prince/Auszeichnungen für Musikverkäufe
Am 20. Juni 1984 – fünf Tage vor der Veröffentlichung von Purple Rain – erhielt Dirty Mind für 500.000 verkaufte Exemplare Goldstatus in den USA.

## Preise
Prince wurde für die Dirty-Mind-Ära mit folgenden Auszeichnungen und Preisen geehrt:

### Minnesota Music Awards
6. April 1981: Gewinner in der Kategorie „Musician of the Year“.

### Rolling Stone
Das US-Musikmagazin Rolling Stone wählte im Jahr 2020 Dirty Mind auf Platz 326 von Die 500 besten Alben aller Zeiten.